# Vitor Meira

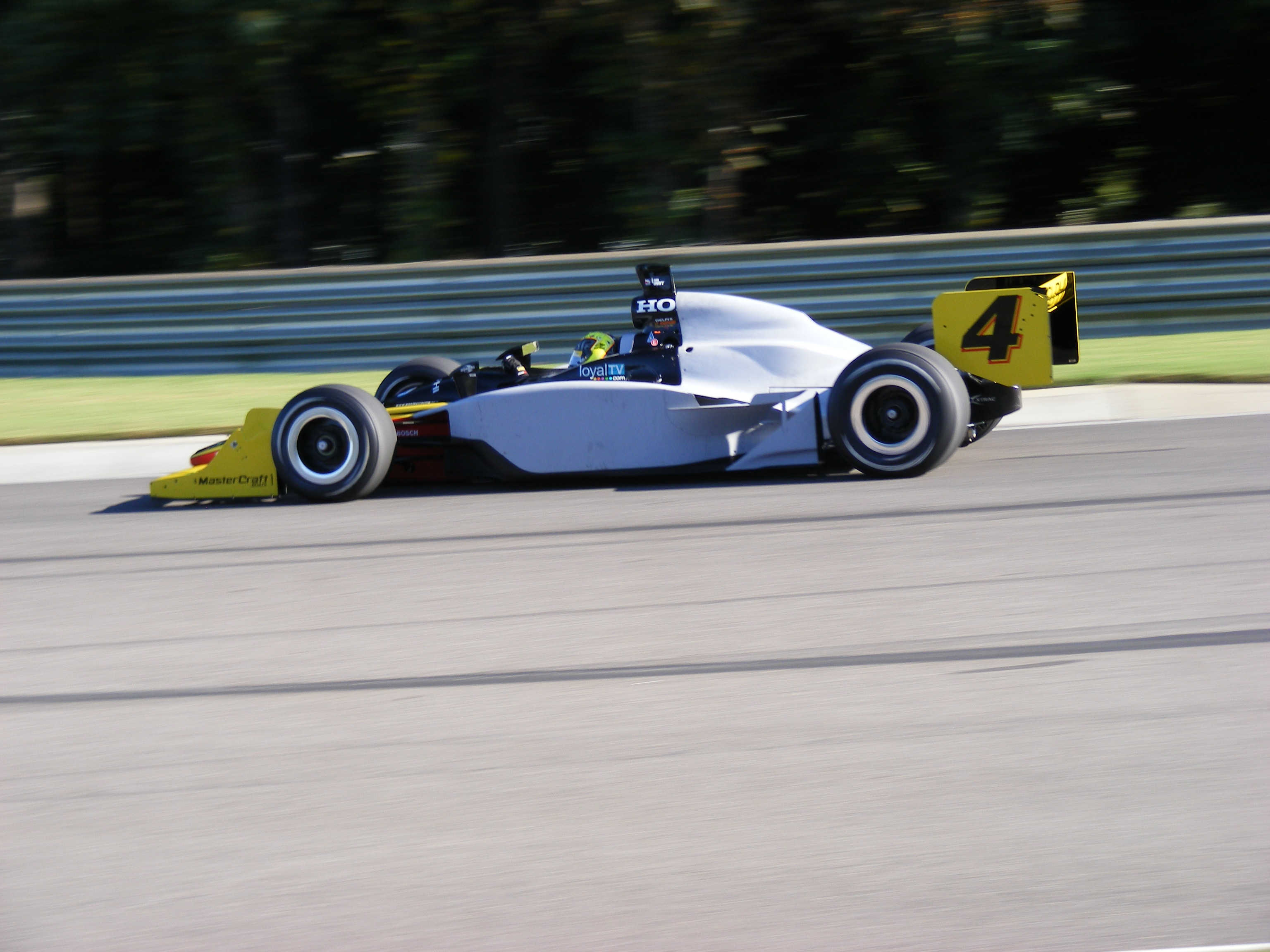
Meira tijdens een testsessie in 2008

Vitor Meira (Brasilia, 27 maart 1977) is een Braziliaans autocoureur. Hij rijdt sinds 2002 in de Indy Racing League en werd twee keer tweede op het circuit van Indianapolis.

## Carrière
Na testwerk te hebben verricht voor het Penske team in de loop van 2002, kon Meira aan de slag bij het Menard team om de laatste vier races van het seizoen te rijden. Tijdens de laatste race op het circuit van Kuntucky haalde hij zijn eerste poleposition en werd derde in de race. In 2003 reed hij voor hetzelfde team, maar viel in het eerste seizoenshelft vier keer uit en had een crash tijdens de trainingen op het circuit van Kentucky, waardoor hij enkele races moest overslaan. Een vierde plaats tijdens de laatste race van het seizoen in Texas was zijn beste resultaat.
In 2004 maakte hij de overstap naar het Rahal Letterman team. Hij werd tweede in Richmond en Kansas en werd achtste in de eindstand van het kampioenschap. Hij bleef in 2005 bij hetzelfde team en werd tweede in de Indianapolis 500 race en werd zevende in de eindstand.
Het zag er in 2006 lang naar uit dat Meira geen team zou vinden, nadat hij bij het Rahal Letterman team vervangen was door Paul Dana. Uiteindelijk kon hij terecht bij het Panther Racing team. Hij werd dat jaar drie keer tweede en drie keer derde in een race en werd vijfde in het eindklassement, zijn best resultaat tot nog toe. Hij bleef ook in 2007 en 2008 bij het team, maar in die laatste twee jaar kon hij maar één podiumplaats meer halen. Hij werd tweede tijdens de race op Indianapolis in 2008. In 2009 ging hij rijden voor A.J. Foyt Enterprises op zoek naar zijn eerste overwinning. Tijdens de Indianapolis 500 had hij een zwaar ongeluk waardoor hij de rest van het jaar niet meer aan de start van een race kon komen.

## Resultaten
IndyCar Series resultaten (aantal gereden races, aantal maal in de top 5 van een race, eindpositie kampioenschap en punten)
| Jaar | Races | 1ste | 2de | 3de | 4de | 5de | Rang | Ptn |
| ---- | ----- | ---- | --- | --- | --- | --- | ---- | --- |
| 2002 | 4     | -    | -   | 1   | -   | -   | 25   | 96  |
| 2003 | 10    | -    | -   | -   | 1   | -   | 22   | 170 |
| 2004 | 14    | -    | 2   | -   | 1   | 3   | 8    | 376 |
| 2005 | 17    | -    | 2   | 2   | 1   | 2   | 7    | 422 |
| 2006 | 14    | -    | 3   | 3   | -   | 1   | 5    | 411 |
| 2007 | 17    | -    | -   | -   | 1   | 2   | 12   | 334 |
| 2008 | 17    | -    | 1   | -   | 1   | -   | 13   | 324 |
| 2009 | 4     | -    | -   | -   | -   | -   | 28   | 62  |
| 2010 | 17    | -    | -   | 1   | -   | -   | 12   | 310 |
| 2011 | 17    | -    | -   | -   | -   | 1   | 16   | 287 |

### Resultaten Indianapolis 500
| Jaar | Chassis | Motor     | Start | Finish | Team                   |
| ---- | ------- | --------- | ----- | ------ | ---------------------- |
| 2003 | Dallara | Chevrolet | 26    | 12     | Team Menard            |
| 2004 | Panoz   | Honda     | 7     | 6      | Rahal Letterman Racing |
| 2005 | Panoz   | Honda     | 7     | 2      | Rahal Letterman Racing |
| 2006 | Dallara | Honda     | 6     | 10     | Panther Racing         |
| 2007 | Dallara | Honda     | 19    | 10     | Panther Racing         |
| 2008 | Dallara | Honda     | 8     | 2      | Panther Racing         |
| 2009 | Dallara | Honda     | 14    | 21     | A.J. Foyt Enterprises  |
| 2010 | Dallara | Honda     | 30    | 27     | A.J. Foyt Enterprises  |
| 2011 | Dallara | Honda     | 11    | 15     | A.J. Foyt Enterprises  |